# August River
Der August River, auch Yapsie, ist ein rechter Nebenfluss des Sepik auf Neuguinea.

## Lage und Lauf
Der August River entspringt unweit des Ursprungs des über 1100 Kilometer langen Sepik und begleitet auf seinem Lauf auf ganzer Länge den Hauptfluss.
Das Quellgebiet befindet sich an der Victor-Emanuel-Gebirgskette, einem Teil der Star Mountains der Hochländer (Zentralkette) von Neuguinea, ca. 10 km nördlich des Sepik-Quelllaufs. Sepik wie August fließen dort westnordwestwärts, der August bildet das nördliche Nebental. Etwa 40 km nach dem Ursprung nimmt er von rechts den Yawu River aus dem genauso streifenden nächsten nördlichen Nachbartal auf. Wenig entfernt verlässt er bei Yapsie (August-River-Landepiste) auf etwa 200 m Seehöhe die Berge und tritt in das ausgedehnte Tiefland des oberen Sepik (Great Depression). Hier nähert sich der August auf 2 km dem Sepik, schwenkt dann aber nordwärts an einer Hügelformation östlich vorbei.
Stark mäandrierend zieht sich der August dann am Fuß des West Range, der niedrigen Nordwestausläufer des Bismarckgebirges, dahin, parallel zum Sepik und der Grenze zu Papua (Indonesien), nach Norden. Dort liegen die Dörfer Bibiyun und Wusianam, wo ein weiterer größerer Nebenfluss aus dem West Range mündet. Grob 80 km Luftlinie nach Verlassen der Berge, auf etwa 80 m Höhe beim Dorf Isu, mündet der August in den Sepik, der dort schon seine endgültige Fließrichtung Osten eingeschlagen hat.

## Natur und Einwohner
Das Gebiet ist geschlossener tropischer Regenwald und weitgehend unberührt. Sepik wie August bilden am Unterlauf in der Regenzeit ausgedehnte Überschwemmungsgebiete und können dort ineinander übergehen.
In der Ebene (Yapsie Rural Local-level Government des Telefomin District der Provinz Sandaun) leben Abau (Up-River Dialekt), eine Untergruppe der Sepik-Ramu-Sprachen, am Oberlauf in den Bergen (Telefomin Rural Local-level Government) Suganga und im Quellgebiet Mian, zwei Sprachen der Mianmin, die zur Ok-Familie (Trans-Neuguinea-Sprachen) des inneren Hochlands gerechnet werden.